# Slottet Eggenberg

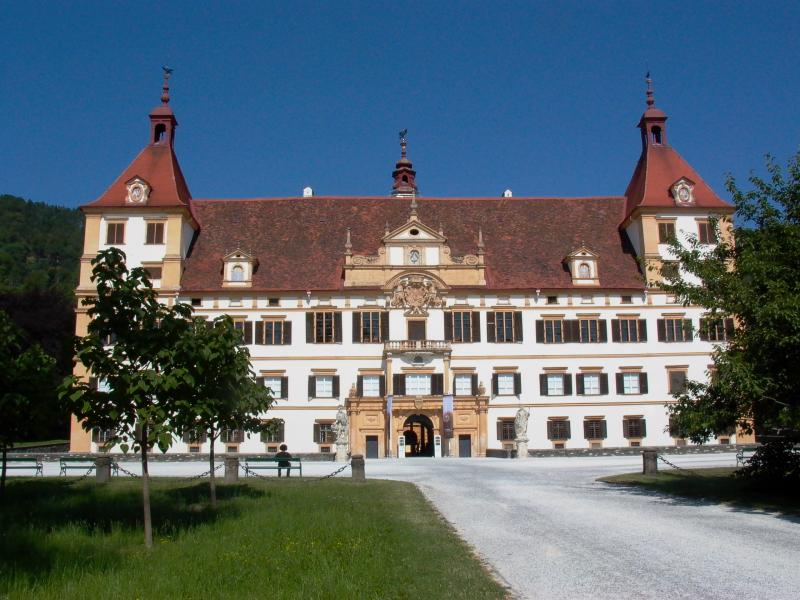

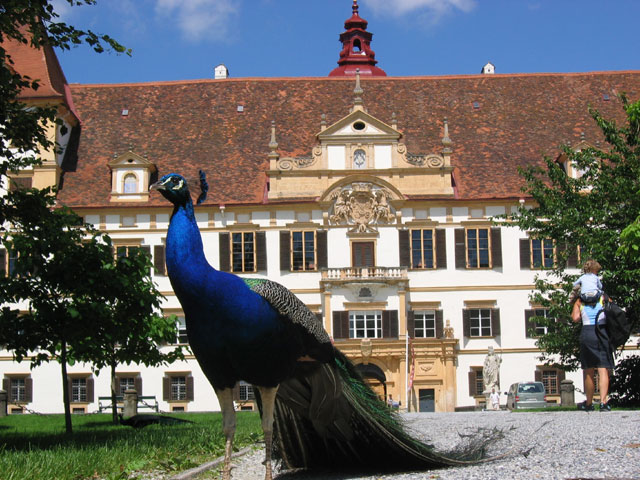

Slottet Eggenberg ligger i utkanten av staden Graz i Österrike.
Slottet har anor från medeltiden. Mellan 1525 och 1556 uppfördes det nuvarande slottet av Johann Ulrich von Eggenberg som då var ståthållare för inre Österrike. Vem som ritade slottet är omtvistat: antingen Pietro de Pomis eller Laurenz van der Sype. 
Slottets arkitektur har förebilder i slotten El Escorial i Madrid och Alcázar i Toledo. Byggd kring en innergård följer den ett astronomiskt tema: Slottets sidor vetter åt de fyra väderstrecken. På varje våning finns det 31 rum. 12 praktsalar på vardera sida – 12 med ljusa dörrar och 12 med mörka dörrar – symboliserar dygnets timmar. I festsalen (planetsalen) tematiseras de 7 veckodagarna och de 12 månaderna. De fyra tornen symboliserar de fyra årstiderna. Dessutom har slottet 365 fönster. 
Slottet omges av en park i engelsk stil.
Slottet är idag i delstatens ägo och förvaltas av landsmuseet Joanneum. Slottet är öppet för allmänheten. Förutom guidningar genom praktsalarna finns det flera museer att besöka:
- den fornhistoriska samlingen (med Strettweg-vagnen som främsta föremål)
- den provinsialromerska samlingen med antikkabinettet
- myntsamlingen
- konstsamlingen ”Alte Gallerie” med tavlor och skulpturer från romansk tid till senbarock.

Även parken är öppen för allmänheten.